# TIM-S
TIM-S este un microcalculator personal românesc, produs la Timișoara de Institutul pentru Tehnică de Calcul și Informatică (ITCI) și Fabrica de Memorii electronice și Componente pentru Tehnică de Calcul și Informatică (FMECTC) începând cu toamna anului 1986.
Calculatorul era compatibil cu ZX Spectrum. Inițial calculatorul era destinat să folosescă ca monitor televizoare alb/negru, în special televizorul „Sport” (v. imaginea din casetă), furnizând o imagine alb/negru (fără tonuri de gri sau luminozitate). Ulterior a fost adaptat pentru televizoare color sau monitoare color RGB, fiind complet compatibil cu paleta de culori Spectrum.
Varianta "turbo" avea un buton pentru comutarea în acest mod. Butonul "turbo" era însă plasat pe panoul din spate, lângă cel de "RESET".
TIM-S putea fi livrat cu două tipuri de echipamente de extensie, EXT-1 și EXT-2. EXT-1 conținea două unități de discuri flexibile, o interfață de rețea, o interfață serială RS232 și o sursă de alimentare, împreună cu sistemul de operare aferent. EXT-2 era o soluție "economică" pentru conectarea în rețea, conținând câteva imprimante și o interfață de rețea.